# Kobajasi Daigo
Kobajasi Daigo (Sizuoka, 1983. február 19. –) japán válogatott labdarúgó, jelenleg a Las Vegas Lights játékosa.
A japán U20-as válogatott tagjaként részt vett a 2003-as ifjúsági labdarúgó-világbajnokságon.

## Statisztika
| Japán válogatott | Japán válogatott | Japán válogatott |
| Időszak          | Mérk.            | gól              |
| ---------------- | ---------------- | ---------------- |
| 2006             | 1                | 0                |
| Összesen         | 1                | 0                |